# NGC 6699
NGC 6699 (również PGC 62512) – galaktyka spiralna z poprzeczką (SBbc), znajdująca się w gwiazdozbiorze Pawia. Odkrył ją John Herschel 12 lipca 1834 roku.